# Piletocera flexiguttalis
Piletocera flexiguttalis là một loài bướm đêm trong họ Crambidae.